# Championnat du monde féminin de curling 1983
Navigation
Édition précédente Édition suivante
Le cChampionnat du monde féminin de curling 1983, cinquième édition des championnats du monde de curling, a eu lieu du 3 au 9 avril 1983 à Moose Jaw, au Canada. Il est remporté par la Suisse.